# Der Patriot (1928)
Der Patriot ist eine US-amerikanische Filmbiografie von Ernst Lubitsch aus dem Jahr 1928. Der Film basiert auf dem fünfaktigen Drama Paul I. von Dmitri Mereschkowski, dem Roman Der Patriot: Drama in 5 Akten von Alfred Neumann sowie dem Bühnenstück The Patriot von Ashley Dukes. Er schildert die Verschwörung, die zum Tod des russischen Zaren Paul I. führte. Die Premiere des Films fand am 17. August 1928 statt.

## Handlung
Das russische Reich im 18. Jahrhundert. Zar Paul I. sieht sich von Intrigen und Mordkomplotten umgeben. Sein einziger Vertrauter ist Graf von der Pahlen. Der möchte seinen Freund beschützen, doch die wirren und mitunter auch grausamen Befehle des Herrschers bringen ihn zur Überzeugung, dass Paul abdanken sollte. So lässt der Zar den Soldaten Stefan auspeitschen, weil er nicht die korrekte Anzahl Knöpfe an seinen Gamaschen hat. Stefan schließt sich mit dem Grafen zusammen.
Kronprinz Alexander hört von den Absichten des Grafen und warnt seinen Vater. Der Zar, der seinen Sohn nicht liebt, lässt ihn wegen falscher Anschuldigungen unter Arrest stellen. Die Geliebte des Grafen, Gräfin Ostermann, soll den Zaren in ihre Gemächer locken, wo sie ihn über die Pläne von der Pahlens unterrichten und ihn zur Abdankung bewegen soll. Der Zar befiehlt den Grafen zu sich, der ihm seine Loyalität zusichert.
Als Stefan und der Graf später in der Nacht das Schlafgemach des Zaren aufsuchen, ist dieser tot. Stefan zieht eine Pistole und schießt auf von der Pahlen. Die Gräfin erscheint und eilt zu dem Sterbenden, der sagt: „Ich mag ein schlechter Freund und Liebhaber gewesen sein, doch ich war ein Patriot.“

## Hintergrund
Der vollständige Film gilt als verschollen. Das Besondere war, dass nachträglich Musik, Toneffekte und Dialoge aufgenommen wurden. Neben einigen Fragmenten ist nur eine einzelne Filmrolle erhalten, die das Portugiesische Filmarchiv seit 2001 aufbewahrt. Insgesamt belaufen sich die noch existierenden Filmstücke auf eine Länge von ca. sechs Minuten. Er ist die einzige für den Oscar als bester Film nominierte Produktion, die verschollen ist, bzw. von der nur noch Fragmente vorhanden sind.
Das Budget des Films wird auf ca. eine Million US-Dollar geschätzt.
An dem Film waren einige Deutsche beteiligt: Regisseur und Schnittmeister Ernst Lubitsch, Drehbuchautor Hans Kräly, der Autor des Romans Alfred Neumann, Hauptdarsteller Emil Jannings und Szenenbildner Hans Dreier. Florence Vidor war bis 1924 die Ehefrau des Regisseurs King Vidor.

## Historischer Hintergrund
Der Film versteht sich als Biografie des Zaren Paul I. Der Zar regierte von 1796 bis zu seinem Tod 1801. Nachdem er die Abdankung abgelehnt hatte, wurde er von zwei Männern, Subow und von der Pahlen, stranguliert. Sein Nachfolger, sein Sohn Alexander, soll die Abdankungspläne, nicht jedoch den Mord, unterstützt haben. Alexander wurde Zar und regierte das russische Reich bis 1825. Graf von der Pahlen, unter Zar Paul Außenminister, starb erst am 25. Februar 1826.
1938 verfilmte Maurice Tourneur den Roman von Alfred Neumann unter dem Titel Le Patriote neu, die Hauptrollen spielten Harry Baur und Pierre Renoir.

## Auszeichnungen
1930 wurde der Film fünf Mal für den Oscar nominiert, und zwar in den Kategorien Bester Film, Beste Regie (Ernst Lubitsch), Bester Hauptdarsteller (Lewis Stone), Bestes Drehbuch (Hans Kraly) und Bestes Szenenbild (Hans Dreier). Der Film gewann den Drehbuch-Oscar.